# Samangaon
Samangaon es una ciudad censal situada en el distrito de Nashik en el estado de Maharashtra (India). Su población es de 5156 habitantes (2011). Se encuentra a 10 km de Nashik.

## Demografía
Según el censo de 2011 la población de Samangaon era de 5156 habitantes, de los cuales 2693 eran hombres y 2463 eran mujeres. Samangaon tiene una tasa media de alfabetización del 84,07%, superior a la media estatal del 82,34%: la alfabetización masculina es del 94,58%, y la alfabetización femenina del 76,96%.